# El décimo reino
El décimo reino (título originial en inglés: The 10th Kingdom) es una miniserie estadounidense de cuentos de hadas y fantasía escrita por Simon Moore y producida por la británica Carnival Films, la alemana Babelsberg Film und Fernsehen y la estadounidense Hallmark Entertainment. Representa las aventuras de una joven y su padre después de ser transportados desde la ciudad de Nueva York, a través de un espejo mágico, a un mundo paralelo de cuentos de hadas.
La miniserie se emitió inicialmente durante cinco noches en episodios de dos horas, cada uno de ellos con una frecuencia semanal, en NBC, comenzando el 27 de febrero de 2000 y concluyendo el 6 de marzo de ese mismo año. Ganó un premio Emmy al mejor diseño de título principal en 2000. El estreno tuvo más de 14,04 millones de espectadores.
Está protagonizada, entre otros, por Kimberly Williams, Scott Cohen y John Larroquette.
Esta miniserie, está basada en la novela The 10th Kingdom, publicada en febrero de 2000, escrita por Kristine Kathryn Rusch y Dean Wesley Smith bajo el nombre de Kathryn Wesley. Existen muy pocas diferencias entre la novela y la miniserie, habiendo pequeños cambios en conversaciones o modificaciones en pequeños detalles. 

## Argumento
Cuando el príncipe Wendell White - heredero de Blancanieves - decide negarle la condicional a su madrastra (Dianne Wiest), no se imagina que tres trolls y su padre van a liberarla junto a su perro mágico. Cuando el príncipe toca al perro todo cambia: el perro pasa a ser el príncipe y el príncipe, el perro. Mientras la reina y sus secuaces escapan, Wendell llega a un desván y atraviesa un espejo mágico, tropezando con una camarera de nombre Virginia (Kimberly Williams) cambiando la vida de ella y la de su padre (John Larroquette) para siempre. Con la ayuda de su padre y el hombre lobo (Scott Cohen), Virginia y Wendell entran al mundo mágico de los nueve reinos para ayudar al príncipe a recuperar su puesto. Pero, las cosas no serán tan fáciles ahora que la malvada reina es su enemiga.

## Los 9 Reinos[2]
El dibujo del mapa de los 9 reinos diferentes, está basado en el continente europeo. Las fundadoras de los primeros cinco reinos fueron: Cenicienta, Blancanieves, Caperucita, Gretel y Rapuncel.  
Los Reinos son: 
- 1er Reino: Cenicienta: Aquí se encuentran la mansión del corazón, el castillo luna de miel y la capilla del amor.
- 2º Reino: Caperucita Roja: Donde se encuentra el bosque de Caperucita y los lobos.
- 3er Reino: Trolls: Aquí está el palacio de los trolls y el bosque de las judías.
- 4º Reino: Blancanieves: Colinda con todos los demás. Allí al suroeste está la Prisión Memorial a Blancanieves, En el noreste están las cascadas, el centro está la Ciudad de los besos y al oeste está la ciudad del río. Al noroeste está el castillo del príncipe Wendell, al sur está la ciudad de los corderitos. Colindando con el 3º Reino está la ciudad de las judías.
- 5º Reino: Aquí aparece un bosque, un castillo de "Budi", un lago, una pista de esquí, varios barriles y el festival de la salchicha.
- 6º Reino: Aparece un leñador, el castillo del gran ronquido y una palabra que significa siesta o cabezada.
- 7º Reino: Elfos: Al nordeste del 4º Reino.
- 8º Reino: Está el palacio de hielo y se ven muchas estrellas.
- 9º Reino: Enanos: Está al sureste del 4º Reino y al nordeste del 1º reino. Están las minas de los enanos y la cabeza del dragón (la entrada).
- El nuestro sería el 10º Reino o mejor dicho, Central Park, donde está la entrada del espejo mágico.

## Banda Sonora
1. The Four Who Saved the Nine Kingdoms (2:40)
2. Standing on the Edge of Greatness (1:50)
3. Six Glorious Wishes (2:03)
4. Addicted to Magic (2:43)
5. The House of White (2:44)
6. Troll Trouble (3:45)
7. Flowers Only Grow Where There Are Seeds (2:18)
8. The Dwarves of Magic Mountain (2:32)
9. Nothing Escapes the Huntsman (2:26)
10. A Stepmother's Curse (3:04)
11. The Dog Formerly Known as Prince (1:56)
12. Blood on the Snow (1:28)
13. Trolls in New York (1:25)
14. A Travelling Mirror (1:59)
15. Kissing Town (2:16)
16. A Gypsy Incantation (2:21)
17. These Are Dark Days (3:14)
18. Seven Years Bad Luck (2:32)
19. The Days of Happy Ever After Are Gone (2:13)
20. When the Wild Moon Calls You (2:34)
21. Still Lost in the Forest (2:57)
22. Do Not Think, Become (2:19)
23. Wishing on a Star - Miriam Stockley (1:23)

## Reparto y actores de doblaje
| Personaje        | Actor original (EE.UU.) | Doblador de voz (España) | Actor de voz (México)  |
| ---------------- | ----------------------- | ------------------------ | ---------------------- |
| Virginia Lewis   | Kimberly Williams       | Ana María Marí           | María Fernanda Morales |
| Tony Lewis       | John Larroquette        | José Antonio Ceinos      | Gerardo Reyero         |
| Príncipe Wendell | Daniel Lapaine          | -                        | José Antonio Macías    |
| Lobo             | Scott Cohen             | Eduardo Jover            | Humberto Solórzano     |
| Reina Malvada    | Dianne Wiest            | Gabriela Álvarez         | Rocío Garcel           |
| Cazador          | Rutger Hauer            | -                        | José Lavat             |
| Blancanieves     | Camryn Manheim          | Isabel Donate            | Laura Torres           |
| Abuela           | Lucy Whybrow            | Matilde Conesa           |                        |

## Producción
Simon Moore, guionista del guión, se preguntaba qué ocurría después del Felices para siempre de los viejos cuentos de hadas. Su visión se convirtió en El décimo reino.
Según The New York Times «Hay alusiones humorísticas a personajes conocidos como los Siete Enanitos y Rapunzel a lo largo de las 10 horas y apariciones de versiones actualizadas de Blancanieves (Camryn Manheim) y Cenicienta (Ann-Margret)». El productor ejecutivo Robert Halmi Sr. explica: «Queríamos darle la vuelta a estos personajes tan conocidos. Por ejemplo, Cenicienta tiene ahora 200 años. Y Camryn aceptó su papel porque le encantaba la idea de que Blancanieves tuviera ahora sobrepeso".Camryn Manheim explica: «Llevo muchos años interpretándola en mi habitación, así que estaba preparada para ella. Pero fue maravilloso, crecí leyendo sobre Blancanieves y fantaseando con ser la más bella de todas, y ahí estaba yo. Mi representante me dijo que la NBC me había ofrecido el papel de Blancanieves y yo dije: 'Lo acepto'. Acepté incluso antes de leer el guión, porque me encantó que se alejaran de la Blancanieves convencional. Estoy interpretando a Blancanieves, y nos hemos alejado mucho de esa imagen cuando yo crecí y estamos recibiendo todo tipo de imágenes de belleza. Así que fue realmente emocionante ponerme ese corsé ajustado y poder acentuar mis activos, sin juego de palabras y, sí, fue un retroceso a mis mejores días". ''The Times'' informó de que la intérprete de Virginia Lewis, Kimberly Williams, «prefiere trabajar en cine y teatro antes que en televisión». «Como la televisión sucede tan rápido, siento pánico», explica. Sin embargo, a pesar de los recelos, no pudo resistirse a la oferta de protagonizar ''El décimo reino'' junto a Dianne Wiest, Jimmy Nail y Rutger Hauer. «Simon ha entretejido todos los viejos cuentos de hadas y los ha actualizado, explorando lo que ocurrió después de Felices para siempre«, explica Williams, cuyo personaje, Virginia, es una camarera neoyorquina empujada a un mundo paralelo habitado por trolls, perros parlantes y madrastras malvadas».

## Emisión y recepción
La miniserie se emitió inicialmente en cinco episodios de dos horas en NBC, a partir del 27 de febrero de 2000. The 10th Kingdom ganó un Premio Emmy al mejor diseño de título principal en 2000.
Se emitió en el Reino Unido en Sky One.
Laura Fries, de Variety's (21 de febrero de 2000) afirmó que «Kimberly Williams tiene los ojos saltones y es guapa y aparece mucho en todo momento, pero 10 horas es mucho para que esta estrella cargue sobre sus hombros.» Christopher Null Filmcritic.com opinó que «Larroquette fue una desafortunada elección de casting. 30 minutos de Night Court siempre ha sido mi límite para este tipo. 417 minutos es demasiado de su actitud abrasiva."